# ゴードン・アンド・ベティ・ムーア財団
ゴードン・アンド・ベティ・ムーア財団（英語: Gordon and Betty Moore Foundation）とは未来の世代のためにクオリティオブライフを向上させることを目的とする成果ベースプロジェクトを開発するアメリカ合衆国の私立財団である。この財団は大規模なイニシアティブのポートフォリオに主眼を置き、最も重要で持続的に成果を出すために協働作業を支援している。インテルの共同創設者であるゴードン・ムーアと妻のベティ・ムーアが2000年9月に創設した。
この財団は環境保護 (en) 、科学、サンフランシスコ・ベイエリアを集中的に扱っている。「変化の理論」（戦略を選択するための理論的な根拠と前向きな転換をもたらす方法の詳細な説明）に基づくこれら3つのプログラム分野、個別のイニシアティブは設定された時間内で大規模な成果を挙げることを助けることが期待できる助成金のポートフォリオを採用している。また、財団では主眼としている分野において影響力が大きく長期的で重要な成果が期待でき、ユニークかつオポチュニスティックなプロジェクトに数回助成金を出資している。
2007年7月29日、財団はカリフォルニア大学デービス校が看護学校を立ち上げるにあたり1億ドルを出資した。

## 出資プロジェクト
- Community Cyberinfrastructure for Advanced Microbial Ecology Research and Analysis
- グローバル・オーシャン・サンプリング・エクスペディション
- 30メートル望遠鏡
- Center for Ocean Solutions
- ウィキデータ